# Wirrabara
Wirrabara är en ort i Australien. Den ligger i regionen Mount Remarkable och delstaten South Australia, omkring 210 kilometer norr om delstatshuvudstaden Adelaide.
Trakten runt Wirrabara är nära nog obefolkad, med mindre än två invånare per kvadratkilometer.. Närmaste större samhälle är Napperby, omkring 20 kilometer sydväst om Wirrabara.
Trakten runt Wirrabara består till största delen av jordbruksmark. Genomsnittlig årsnederbörd är 533 millimeter. Den regnigaste månaden är juni, med i genomsnitt 86 mm nederbörd, och den torraste är december, med 14 mm nederbörd.